# Parazanclistius hutchinsi
Parazanclistius hutchinsi — вид лучепёрых рыб монотипического рода Parazanclistius из семейства вепревых (Pentacerotidae). Эндемик умеренных вод у южного побережья Австралии. До 1983 года представителей вида принимали за Zanclistius elevatus.

## Внешний вид и строение
Тело сжато с боков, очень высокое, покрыто ктеноидной чешуёй. Голова покрыта панцирем из грубых бороздчатых костей. Зубы на челюстях расположены полосками, отсутствуют на нёбе. Боковая линия выгибается вверх в средней части тела. Грудные плавники длинные с более длинными верхними лучами. Хвостовой плавник с небольшой выемкой. Верхний плавник очень высокий с круглым черным пятном, окруженным белой каймой в задней части. Длина тела до 34 см.

## Распространение и места обитания
Обитают на востоке Индийского океана у юго-западного побережья Австралии на глубине от 10 до 80.

## Взаимодействие с человеком
Охранный статус Parazanclistius hutchinsi не определен, для людей эта рыба безвредна.